# Aborto na Argentina
O aborto na Argentina é legalizado durante as primeiras 14 semanas de gestação, além dos casos nos quais a gravidez é resultado de um estupro ou a gestante corre risco de vida. O senado argentino aprovou a legalização da prática no país no dia 30 de dezembro de 2020.
Desde 2006, o Código Penal argentino estabelecia punições severas às mulheres que praticam o mesmo e punições específicas aos médicos e outros agentes da saúde que o realizam. Em 2012, o aborto foi legalizado pela Suprema Corte da Argentina para gravidezes resultantes de estupro. Até então, apenas as mulheres com insanidade mental podiam passar pelo procedimento. Em 2021, a Lei da Interrupção Voluntária da Gravidez entrou em vigor, a qual determina a possibilidade de interromper a gestação até a semana de número 14 sem necessidade de prestar esclarecimentos diante do motivo da decisão. A lei ainda versa sobre a necessidade de prestar atendimento às gestantes durante o pós-aborto.
As complicações por aborto são a primeira causa de morte materna na Argentina (30% do total ou cerca de 100 mortes anuais). Até 2007, não foram confirmados os números de abortos realizados; autoridades sanitárias estimam 500.000 abortos por ano (40% de todas as gestações), na maioria dos casos, presumivelmente ilegais e muitas vezes fora de padrões sanitários. Cerca de 80.000 mulheres são hospitalizadas a cada ano devido a complicações pós-aborto e elas provavelmente enfrentam punições legais por isso.
Um estudo científico completo sobre o aborto (o primeiro do tipo na Argentina), encomendado pelo Ministério da Saúde e realizado por várias organizações independentes, foi lançado em junho de 2007. Utilizando métodos indiretos sobre dados da Pesquisa Nacional de Saúde e Nutrição e combinando-as com dados de instalações de saúde, o estudo concluiu com um valor mínimo de 460.000 e um máximo de 615.000 interrupções voluntárias de gravidez por ano (cerca de 60 abortos por 1000 mulheres). Os pesquisadores acreditam que para cada mulher que procura ajuda médica devido a complicações de aborto, sete outras mulheres em mesma situação não procuram.

## Legislação
Inicialmente, a Constituição da Argentina não estabelecia disposições específicas para o aborto, mas a Reforma da Constituição Argentina de 1994 adicionou um estatuto para uma série de pactos internacionais, tais como a Convenção Americana sobre Direitos Humanos, que declara que o direito à vida existe "em geral, a partir do momento da concepção". A interpretação da expressão "em geral" ainda é objeto de debates. A legislação em vigor a partir de 1984, quando o presidente Raúl Alfonsín (1983-1989) restabeleceu o Código Penal de 1921 após o fim da ditadura militar, determinava que uma gravidez só poderia ser interrompida em caso de risco à vida da gestante ou de estupro cometido contra uma "mulher demente". Onze anos depois, em 1995, a Justiça autorizou a realização do aborto em casos de anencefalia fetal.
Em 1998, durante uma visita ao Vaticano, o presidente Carlos Menem (1989-1999) se alinhou com a Santa Sé em sua total rejeição ao aborto e aos métodos contraceptivos. Em 1999, em comemoração ao Dia do Nascituro, o presidente afirmou que "a defesa da vida" era "uma prioridade [da Argentina] em política externa". Por esse motivo, Zulema Yoma, ex-esposa do presidente, decidiu dar uma entrevista contando que realizou um aborto com o apoio de seu então marido Carlos Menem. O sucessor de Menem, Fernando de la Rúa (1999-2001), não era explícito sobre suas crenças religiosas, mas não questionou o status quo.
O presidente Néstor Kirchner (2003-2007) também professava a fé católica, mas era considerada mais progressista do que seus antecessores. Em 2005, a ministra da Saúde Ginés González García declarou publicamente seu apoio à legalização do aborto. Kirchner nem apoiou nem criticou González García. Mais tarde, em uma entrevista, ele garantiu que a legislação sobre aborto não seria alterada durante o seu mandato. A Igreja Católica logo se engajou numa espécie de "guerra de declarações" com o governo nacional.
Em maio de 2006, o governo tornou público um projeto de reforma do Código Penal, que incluía o descriminalização do aborto. A comissão estudou o assunto e formulou um projeto, destinado a ser apresentado ao Congresso. O projeto foi assinado pelo Secretário de Política Criminal e Assuntos Penitenciários, Alejandro Slokar. Em 28 de maio de 2007, um grupo de 250 ONGs que faziam parte da Campanha Nacional pelo Aborto Livre, Seguro e Legal apresentou ao Congresso um projeto de lei de iniciativa popular que iria proporcionar o acesso ilimitado ao aborto até a 12ª semana de gestação, além de permitir que as mulheres abortassem após esse tempo em casos de estupro, malformações fetais graves e riscos para a saúde física ou mental da gestante. Ainda durante o governo de Néstor Kirchner, a nomeação de Carmen Argibay, uma ateia feminista, para a Suprema Corte, gerou controvérsia após ela manifestar seu apoio à descriminalização do aborto.
Durante o governo de Cristina Fernández de Kirchner (2007-2015), a presidente se declarou contra o aborto, devido a seu catolicismo e às suas "convicções profundas", embora tenha esclarecido não crer que "aqueles que lutam pela descriminalização do aborto sejam a favor do aborto". Uma figura extremamente polarizante na política argentina, a presidente foi pressionada diversas vezes por veículos conservadores, tais como o jornal La Nación, a se posicionar de maneira explícita contra o aborto. Cristina respondeu às pressões relembrando o apoio do jornal ao golpe de estado em 1976. Cristina atraiu ainda mais a oposição da Igreja Católica do que seu finado marido e antecessor ao fazer campanha pelo projeto de lei que acabou por legalizar o casamento entre pessoas do mesmo sexo na Argentina.
Ainda no governo de Fernández de Kirchner, em março de 2012, ao julgar o caso de uma menina de 15 anos que estava sofrendo punição da justiça por abortar o filho do próprio padrasto, a Suprema Corte argentina reconheceu o direito ao aborto em casos de estupro para todas as mulheres argentinas, não apenas as mentalmente incapazes. Segundo decisão da corte, a partir daquela data o aborto passou a ser permitido em qualquer caso de estupro ou de risco à vida da gestante. Os juízes decidiram ainda que uma denúncia policial de estupro era o suficiente para permitir a realização de um aborto. Também determinou que os governos provinciais devem preencher protocolos especificando o número de pedidos de aborto por estupro ou risco à vida da gestante.

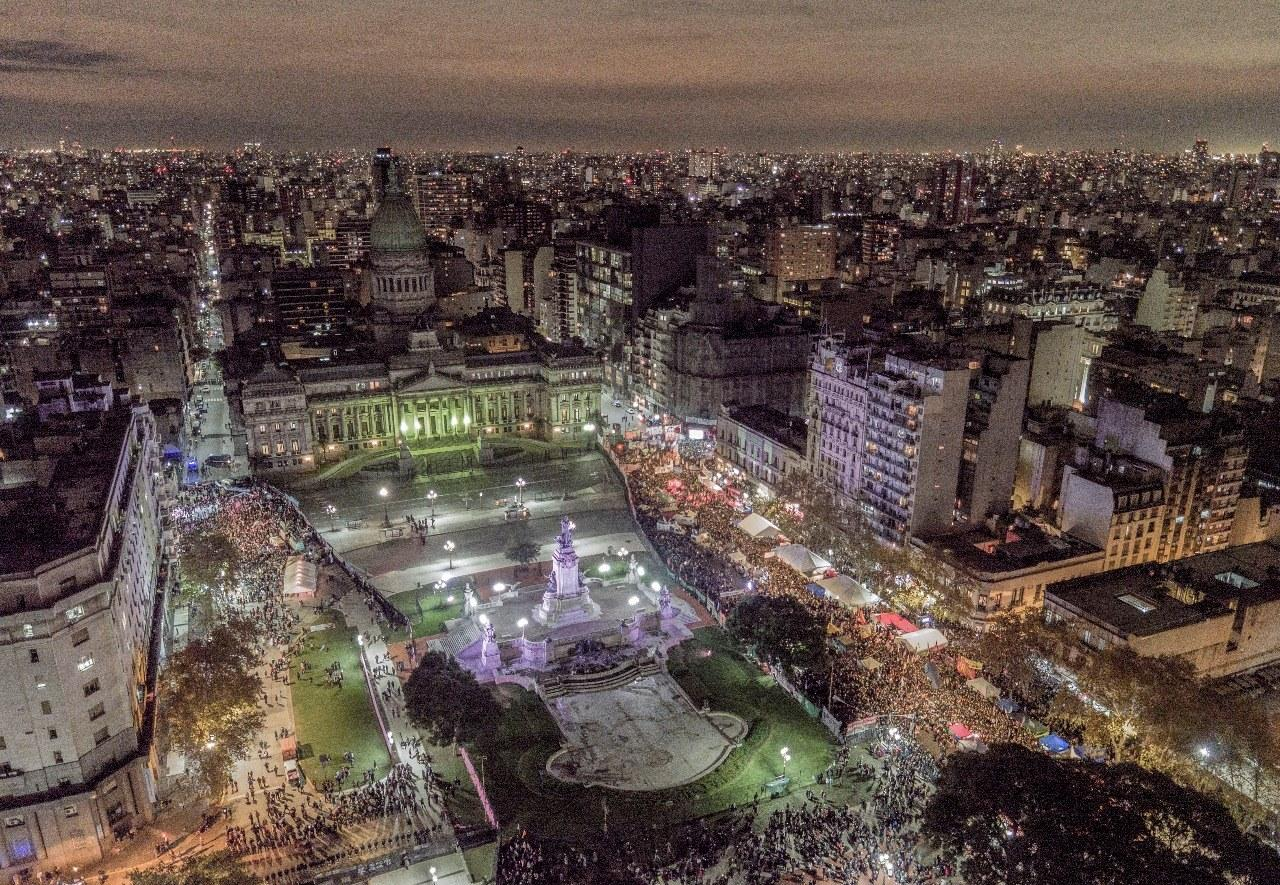
Manifestantes a favor (à direita) e contra (à esquerda) a legalização do aborto se reúnem na Praça do Congresso em 13 de junho de 2018, enquanto os deputados votavam o Projeto de Lei de Interrupção Voluntária da Gravidez

O governo de Mauricio Macri (2015-2019) representou a volta dos conservadores à presidência argentina, após doze anos de kirchnerismo. Ele se declarou contra o aborto, mas afirmou que não usaria seus poderes de veto para impor suas crenças pessoais. Durante seu governo, em 2018, o congresso discutiu a legalização do aborto até a 14ª semana de gestação. O projeto de lei, aprovado pela Câmara dos Deputados, acabou sendo rejeitado pelo senado argentino. A votação mobilizou fortemente a sociedade argentina. Cerca de um milhão de pessoas foram às ruas defender a legislação vigente até então e, após o veto do projeto, grupos feministas e demais defensores do aborto legal reagiram através de protestos contra o governo e a Igreja Católica. Segundo o jornal La Nación, a maior parte da população permanecia contrária à legalização do aborto (49% contra 40%).
O ex-presidente Alberto Fernández, eleito em 2019 com o apoio de movimentos sociais progressistas, havia prometido lutar pela descriminalização do aborto. Em novembro de 2020, Fernández publicou um vídeo em suas redes sociais informando o envio de um projeto de lei ao congresso em favor da legalização da prática. Após aprovação da Câmara dos Deputados por uma margem de 14 votos e subsequente aprovação do Senado da Nação, a chamada Lei da Interrupção Voluntária da Gravidez passou a vigorar no território argentino após a promulgação por parte do presidente Fernández em janeiro de 2021.